# Понсо
Понсо (итал. Ponso) је насеље у Италији у округу Падова, региону Венето.
Према процени из 2011. у насељу је живело 1106 становника. Насеље се налази на надморској висини од 6 м.

## Становништво
Према резултатима пописа становништва 2011. у општини је живело 2.449 становника.
| 1931. | 1936. | 1951. | 1961. | 1971. | 1981. | 1991. | 2001. | 2011. |
| ----- | ----- | ----- | ----- | ----- | ----- | ----- | ----- | ----- |
| 2.992 | 3.109 | 3.178 | 2.477 | 2.262 | 2.317 | 2.291 | 2.365 | 2.449 |